# ماثيو بولتون
ماثيو بولتون (بالإنجليزية: Matthew Boulton) (3 سبتمبر 1728 - 17 أغسطس 1809) كان عالم لغة إنجليزي والشريك التجاري للمهندس الاسكتلندي جيمس وات. في الربع الأخير من القرن الثامن عشر، قامت الشركة بإصدار مئات من محركات البخار "بولتون ووات"، والتي كانت تعد تقدما كبيرا في ذلك المجال، مما مكن من ميكنة المصانع والمطاحن. وطبق بولتون التقنيات الحديثة لسك القطع النقدية، كان من ضمنها الملايين من القطع لبريطانيا ودول أخرى، وقام بتزويد دار سك العملة الملكية بالمعدات الحديثة.
وُلد بولتون بمدينة برمنغهام وكان والده صاحبًا لإحدى الشركات الصناعية هناك للصناعات المعدنية الصغيرة، وتوفي والده عندما كان بولتون يبلغ 31 عامًا، ومن وقتها أدار بولتون أعمال والده الراحل لعدة أعوام ثم وسعها بعد ذلك بشكل كبير ودمجها لإنشاء شركته الصناعية «سوهو» التي بناها بالقرب من مدينة برمنغهام. تبنى بولتون بشركة سوهو أحدث التقنيات الموجودة، وأنتج الأطباق الفضية، والتحف المطلية بالذهب المعروفة بتحف «الأورمولو» بالإضافة للمنتجات الفنية الزخرفية الأخرى. أصبح بولتون مرتبطًا بجيمس واط عندما تعذر شريك واط التجاري جون روبوك أن يسدد ديونه لبولتون، وقبل بولتون حينها أن يحصل على نصيب روبوك ببراءة اختراع واط لتسوية أزمة الديّن تلك. أقنع بولتون بعدها البرلمان ليمد رخصة اختراع واط لمدة 17عامًا إضافية، وهذا مكَّن الشركة من المنافسة في السوق بمنتج محرك واط البخاري. أنتجت الشركة المئات من محركات بولتون وواط البخارية في بريطانيا وغيرها من الدول، واستُخدمت هذه المحركات في أعمال المناجم في البداية ثم استُخدمت بعدها في المصانع.
كان بولتون عضوًا بالمجتمع القمري، وهو مجتمع يضم مجموعة من سكان برمنغهام البارزين في مجالات الفنون والعلوم الطبيعية والعلوم الدينية. وكان يشمل هذا المجتمع كلًا من واط، وإراسموس داروين، ويوشيا ويدجوود، وجوزيف بريستلي. يلتقي أعضاء المجتمع القمري مرة كل شهر عند اكتمال القمر. واعتُبر أعضاء هذا المجتمع أصحاب فضل في تطوير المفاهيم والتقنيات الخاصة بالعلوم، والزراعة، والصناعة، وأعمال التعدين، والنقل، والتي كانت تعتبر حجر الأساس للثورة الصناعية.
أسس بولتون مصنعًا لسك العملة بشركته سوهو، وأدخل المحركات البخارية في هذا المصنع. سعى بولتون لتطوير الحالة المتأخرة في بريطانيا لصناعة العملات المعدنية، ووقع بولتون بعد عدة سنوات من العمل الجاد عقدًا لإنتاج أول عملات نحاسية بريطانية في عام 1797. وكانت عملاته ذات التصميم المشابه لعجلة العربة صعبةً للغاية في تزويرها، وشملت هذه العملات أول قرش بريطاني كبير من النحاس، والذي استمر حتى يوم تحويل العملات للنظام العشري في عام 1971. تقاعد بولتون عن العمل في عام 1800 على الرغم من استمراره في إدارة مصنع سك العملات الخاص به إلى أن توفي عام 1809. تظهر صورة بولتون مع شريكه جيمس واط على العملة الورقية الإنكليزية فئة 50 جنيه استرليني.

## نظرة عامة
كانت برمنغهام مدينة رائدة في الصناعات الحديدية لفترة طويلة. وتوسعت الصناعات الحديدية بالمدينة في أوائل القرن الثامن عشر بسبب استبدال الفحم النباتي المستخدم في صهر الحديد بفحم الكوك بدايةً من عام 1709 والذي كان أرخص وأكفأ في هذه الصناعات. وسرّعت أيضًا ندرة الأخشاب في إنكلترا التي أُزيلت غاباتها مؤخرًا في ذلك الوقت مع اكتشاف كميات كبيرة من الفحم الحجري في بعض القرى التابعة لمدينة برمنغهام مثل وركشير وستافوردشاير من عملية الاستبدال تلك. صُنعت العديد من منتجات الحديد بالمؤسسات الصناعية الصغيرة بالقرب من مدينة برمنغهام خاصةً في منطقة بلاك كونتري التي تضم مدينتي سميث ويك ووست برومتش. ونُقلت الصفائح الحديدية الرفيعة المنتجة هناك إلى المصانع الموجودة داخل وحول مدينة برمنغهام. اهتم الحدادون بصناعة القطع المعدنية القيّمة التي تتسم بصغر الحجم، خاصةً الأزرار المعدنية والأبازيم، وهذا نظرًا إلى أن المدينة كانت بعيدة عن البحار والأنهار ولم تُشق القنوات المائية إليها في هذا الوقت. كتب الفرنسي ألكساندر ميسين عندما رأى مجموعة متميزة من رؤوس عصيان العكاز المزخرفة، والصناديق الزخرفية الصغيرة، وغيرها من الصناعات المعدنية في ميلان: «يمكننا أن نجد منتجات أفضل وأرخص منها في برمنغهام». عُرفت هذه الصناعات المعدنية الصغيرة في هذا الوقت بالألعاب، وعُرف صانعوها بصناع الألعاب. 
كان بولتون حفيدًا لعائلات من مدينة ليشفيلد، وكان جده الأكبر زاكاري بابينغتون مستشارًا بمدينة ليشفيلد. حمل والد بولتون اسم ماثيو أيضًا، ووُلد عام 1700 وانتقل إلى برمنغهام من ليشفيلد ليعمل متدربًا بإحدى المهن، وتزوج من كريستينا بيرز في عام 1723. وكان يعمل والده في صناعة الألعاب، وامتلك ورشة صغيرة متخصصة في صناعة الأبازيم. وُلد ماثيو بولتون عام 1728، وكان الابن الثالث لوالديه والثاني الذي حمل اسم ماثيو، إذ مات ماثيو الأول بعمر السنتين في عام 1726.

## مطلع حياته وعائلته
ازدهرت أعمال والد بولتون بعد ولادة ابنه، وانتقلت عائلته لمنطقة «سنو هيلز» في برمنغهام، والتي كانت منطقة راقية تضم مساكن جديدة آنذاك. ذهب بولتون إلى أكاديمية في ديريتند الموجودة بالجهة الأخرى من برمنغهام، وذلك بسبب سوء حالة المدرسة المحلية للقواعد اللغوية. ترك بولتون المدرسة في عمر الخامسة عشر، وابتكر بعدها بسنتين طريقةً لتطعيم الأبازيم بالمينا المزجج، وأثبتت هذه الطريقة شعبيتها بشكل واسع، إذ إنها صُدرت إلى فرنسا، وأُعيد توريدها مرةً أخرى إلى بريطانيا باعتبارها أحدث الطرق الفرنسية في التصنيع. 
تزوج بولتون من ماري روبينسون يوم 3 مارس 1749، وكانت ابنة عم بعيدة لبولتون، وهي امرأة ثرية كان والدها واحدًا من أنجح تجار الأقمشة. عاش الزوجان فترة قصيرة بمنزل والدة ماري في ليشفيلد، وبعدها انتقلا إلى برمنغهام حيث جعله والده شريكًا له في أعماله عندما بلغ 21 عامًا. كان بولتون يوقع خطابات العمل الرسمية الخاصة به وبوالده، وكان يدير جميع أعمال الشركة بحلول منتصف العقد 1750. تقاعد والده عام 1757 وتوفي عام 1759.
أنجب بولتون وزوجته ثلاثة أطفال في أوائل العقد 1750، ولكن ماتوا جميعًا في طفولتهم. وتدهورت صحة ماري بولتون وماتت في شهر أبريل عام 1759. بدأ بولتون في التودد لأخت زوجته الراحلة «آن» بعد رحيل زوجته بفترة قصيرة. وكان الزواج بأخت الزوجة المتوفاة محرمًا وفق القانون الكنسي، ولكن كان يسمح به القانون العام وقتها. وتزوجها بولتون على أي حال يوم 25 يونيو عام 1760 بكنيسة «سانت ماري» بمقاطعة روثرهايت.
أنجب بولتون من زوجته الثانية طفلين، ماثيو روبينسون بولتون، وآن بولتون. وأنجب ماثيو روبينسون بدوره ستة أطفال إذ كان له زوجتان. كان أكبرهم ماثيو بيرز واط بولتون، والذي تلقى تعليمًا عاليًا وكان رجل علم، وحصل على بعض الشهرة بعد وفاته بسبب ابتكاره لنظام الجنيحات الذي يعد أحد الأنظمة الهامة في التحكم بالطائرات. وكان له زوجتان وستة أبناء مثل أبيه. 

## حياته العائلية، ووفاته
فارقت زوجة بولتون الثانية الحياة وتركته مسؤولًا عن رعاية طفليهما المراهقين، ولم يكن كل منهما في صحة جيدة؛ فكان الابن ماثيو روبينسون بولتون مريضًا وحالته الدراسية سيئة ولطالما انتقل من مدرسة لأخرى إلى أن انضم لإدارة أعمال والده عام 1790، وكانت الابنة آن أيضًا تعاني من مرض بساقها منعها من الاستمتاع بحياتها الطبيعية. اهتم بولتون بعائلته بشكل كبيرعلى الرغم من انشغاله بأعماله وغيابه الطويل عنها، كتب بولتون لزوجته في يناير عام 1780: «لا يوجد أي شيء يمكن أن يخفف من حدة غيابي الطويل، والقاسي، والبعيد عن زوجتي العزيزة وأطفالي ولكنني متأكد أنني أعمل لتوفير راحتهم وسعادتهم ورخائهم، وعندما يكون هذا هو الهدف المنشود، لن تكون هناك أي مصاعب يمكنها أن تمنعني من تحقيقه».
اشتد المرض على بولتون بحلول عام 1809. وكان يعاني من حصوات بالكلية لفترة طويلة، والتي استقرت في مثانته أيضًا وسببت له آلامًا شديدة. توفي بولتون بمنزل سوهو يوم 17 أغسطس عام 1809، ودُفن في مقابر كنيسة «سانت ماري» في مقاطعة هاندزورث التابعة لمدينة برمنغهام. توسعت الكنيسة بعد ذلك إلى أن ضمت قبره. ويوجد الآن بداخل الكنيسة عند الحائط الشمالي نصب تذكاري له من الرخام، إذ كلف ابنه النحات جون فلاكسمان بنحت هذا النصب. يضم النصب تمثالًا نصفيًا لبولتون مصنوعًا من الرخام، وموضوعًا في فتحة دائرية أعلى تمثالين صغيرين للـ«بوتو» المقدس، ويمسك أحدهما ختمًا لشركة «سوهو» الصناعية.

## للاطلاع
- Doty، Richard (1998)، The Soho Mint and the Industrialization of Money، Spink & Son Ltd، ISBN:978-1-902040-03-5
- Goodison، Nicholas (1999)، Matthew Boulton: Ormolu، Christie's Books، ISBN:978-0-903432-70-2
- Jones، Peter M. (2009)، Industrial Enlightenment: Science, Technology and Culture in Birmingham and the West Midlands 1760–1820، Manchester University Press، ISBN:978-0-7190-7770-8
- Smith، J. G. (1930)، An Early Experiment in Industrial Organisation: Being a History of the Firm of Boulton & Watt, 1775–1805، Longmans and Green {{استشهاد}}: الوسيط |الأول= يفتقد |الأخير= (مساعدة)
- Schofield، Robert E. (1963)، The Lunar Society of Birmingham: A Social History of Provincial Science and Industry in Eighteenth-Century England، Clarendon Press

## وصلات خارجية
- ماثيو بولتون على موقع الموسوعة البريطانية (الإنجليزية)
- ماثيو بولتون على موقع إن إن دي بي (الإنجليزية)

- Matthew Boulton Bicentenary Celebrations 2009 on Birmingham Assay Office's website
- Archives at Birmingham Central Library
- Revolutionary Players website
- Cornwall Record Office Boulton & Watt letters
- Soho Mint website, celebrating Matthew Boulton, his mint and its products
- Soho House Museum, Matthew Boulton's home from 1766 till his death in 1809, became a Museum in 1995